# Antheraea frithi
Antheraea frithi är en fjärilsart som beskrevs av Moore 1858. Antheraea frithi ingår i släktet Antheraea och familjen påfågelsspinnare. Inga underarter finns listade i Catalogue of Life.